# Sigottier
Sigottier ist eine französische Gemeinde im Département Hautes-Alpes in der Region Provence-Alpes-Côte d’Azur. Sie gehört zum Arrondissement Gap und zum Kanton Serres. 

## Geographie
Die Gemeinde liegt in den Seealpen und grenzt im Norden an La Piarre und Aspremont, im Osten an La Bâtie-Montsaléon, im Süden an Serres und Montclus sowie im Westen an L’Épine.

## Bevölkerungsentwicklung
| Jahr      | 1962 | 1968 | 1975 | 1982 | 1990 | 1999 | 2008 | 2012 |
| --------- | ---- | ---- | ---- | ---- | ---- | ---- | ---- | ---- |
| Einwohner | 81   | 81   | 66   | 57   | 69   | 74   | 69   | 83   |